# ドイチェ・フースバルマイスターシャフト1942-1943
ドイチェ・フースバルマイスターシャフト 1942-1943 は、ドイツ国で開催された第36回目のサッカー全国大会である。ドレスナーSCが優勝し、1回目のドイチャー・フースバルマイスターの座に就いた。

## 概要
第二次世界大戦下における第四回目のドイチェ・マイスターシャフトは、戦争の影響・打撃がますますサッカー界を苦しめた。すでに燃料と交通手段の不足が本大会グループステージ廃止、遠征距離削減の為のガウリーガ分割等を引き起こしていた。さらに今季は、ますます頻度を増し激化する連合国軍のドイツ空爆によって、インフラストラクチャーは損害を受け、空襲警報で多数の試合が中止・延期された。
最上位のガウリーガ所属の選手でさえ徴兵されていき、深刻な選手不足に悩むクラブ同士の合併もしくは強制合併が増えた。戦時競技共同体 と称されたこれらの合併クラブは、独立性を捨てる事によって選手の数をそろえ、試合に臨んだ。
この時期は軍隊系クラブが台頭した。ルフトヴァッフェン (空軍)、ヴェーアマハト (ドイツ国防軍)、ヘーレス (陸軍)、といった形容詞の付いたクラブである。彼らは民間クラブには困難な時代において、相対的に戦力・環境ともに恵まれていた。なにより、民間クラブ所属の有力選手を徴兵によって獲得できた。ただしこれら軍隊系クラブは、所属部隊が突然移動する場合もあるので、これがパフォーマンスの波の激しさ、ひいてはシーズン途中離脱を招きかねない、というリスクも抱えていた。　　　　　　　　　　　　　　　　　　　　　　　　　　　　　　　　　　　　　　　　　　　　　　　　　　　　　　
シーズン開始前、ガウリーガの構成単位となるスポーツ地域「シュポルトガウ」の区分にまたも変更があり、交通事情悪化に起因する遠征距離削減は、さらなる細分化をもたらした。
- ガウリーガ・ノルトマルク（ドイツ語版）：ガウリーガ・ハンブルク（ドイツ語版）、ガウリーガ・シュレースヴィヒ＝ホルシュタイン（ドイツ語版）、ガウリーガ・メクレンブルク（ドイツ語版）に三分割。

- ガウリーガ・ニーダーザクセン（ドイツ語版）：ガウリーガ・ヴェーザー＝エムス（ドイツ語版）とガウリーガ・ズュートハノーファー＝ブランシュヴァイク（ドイツ語版）へ二分割された。

ガウリーガ・バイエルンもまた、北部と南部に二分割。DM出場枠は29まで拡大した。
ドイチャーマイスターはドレスデナーSC、初優勝である。3年前に準優勝を一回経験しチャマーポカールで2回優勝していたDSCは、決勝でダークホースのFVザールブリュッケンを3-0で撃破。1913年度のVfBライプツィヒ (1893)以来、30年ぶりとなる中部勢のドイツ制覇だった。準優勝のザールブリュッケンは、昨季準優勝で前評判も高かったファースト・ヴィエナFCに勝った。だがそれ以上の驚きは、前回王者シャルケがベスト8で敗退したことだった。シャルケにとって、ここ12年間でワーストの成績である。そして、シャルケに勝ったホルシュタイン・キールは、次の準決勝でザールブリュッケンに敗れた。

## 出場クラブ[2]
| クラブ                                                       | 出場資格                                                           |
| VfBケーニヒスベルク                                          | → ガウリーガ・オストプロイセン1942-1943優勝                        |
| LSVピュトニッツ                                              | → ガウリーガ・ポンメルン1942-1943優勝                              |
| ベルリナーSV92                                               | → ガウリーガ・ベルリン=ブランデンブルク1942-1943優勝               |
| ゲルマニア・ケーニヒスヒュッテ                               | → ガウリーガ・オーバーシュレージエン1942-1943優勝                  |
| LSVライネッケ・ブリーク                                      | → ガウリーガ・ニーダーシュレージエン1942-1943優勝                  |
| ドレスナーSC                                                 | → ガウリーガ・ザクセン1942-1943優勝                                |
| SVデッサオ05                                                 | → ガウリーガ・ミッテ1942-1943優勝                                  |
| SCヴィクトリア・ハンブルク                                   | → ガウリーガ・ハンブルク1942-1943優勝                              |
| ヴィルヘルムスハーフェン05                                   | → ガウリーガ・ヴェーザー=エムス1942-1943優勝                       |
| アイントラハト・ブラウンシュヴァイク                         | → ガウリーガ・ズュートハノファー=ブラウンシュヴァイク1942-1943優勝 |
| FCシャルケ04                                                 | → ガウリーガ・ヴェストファーレン1942-1943優勝                      |
| ヴェストエンデ・ハムボルン                                   | → ガウリーガ・ニーダーライン1942-1943優勝                          |
| SVヴィクトリア・ケルン                                       | → ガウリーガ・ケルン=アーヘン1942-1943優勝                         |
| シュピールフェアアイン06カッセル                             | → ガウリーガ・クールヘッセン1942-1943優勝                          |
| TuSノイエンドルフ                                            | → ガウリーガ・モーゼルラント1942-1943優勝                          |
| キッカース・オッフェンバッハ                                 | → ガウリーガ・ヘッセン=ナッサオ1942-1943優勝                       |
| FVザールブリュッケン                                         | → ガウリーガ・ヴェストマルク1942-1943優勝                          |
| VfRマンハイム                                                | → ガウリーガ・バーデン1942-1943優勝                                |
| FCミュールハオゼン93                                         | → ガウリーガ・エルザス1942-1943優勝                                |
| VfBシュトゥットガルト                                        | → ガウリーガ・ヴュルテンブルク1942-1943優勝                        |
| 1.FCニュルンベルク                                           | → ガウリーガ・ノルトバイエルン1942-1943優勝                        |
| TSV1860ミュンヘン                                            | → ガウリーガ・ズュートバイエルン1942-1943優勝                      |
| ミリテールSVブリュン                                         | → ガウリーガ・ズデーテンラント1942-1943優勝                        |
| ファースト・ヴィエナFC1894                                   | → ガウリーガ・ドナオ=アルペンラント1942-1943優勝                   |
| SVノイファールヴァッサー                                     | → ガウリーガ・ダンツィヒ=ヴェストプロイセン1942-1943優勝           |
| BSGDWMポーゼン                                               | → ガウリーガ・ヴァルテラント1942-1943優勝                          |
| SGオルドヌングスポリツァイ・ヴァルシャウ                     | → ガウリーガ・ゲネラールガヴァメント1942-1943優勝                  |
| メクレンブルク/シュレースヴィヒ=ホルシュタイン予備予選の勝者 |                                                                    |

ガウリーガ・ヴュルテンベルク1942-1943では、VfBシュトゥットガルトとシュトゥットガルター・キッカースが同勝ち点・首位タイのまま終了。その後キッカースが優勝決定戦及びDM出場権を放棄したので、VfBの出場が決まった。 ガウルーガ・ゲネラールガヴァメント (ポーランド総督府)1942-1943優勝のLSVアドラー・デブリンも、出場を辞退した。

### 予備予選
| ホルシュタイン・キール | → ガウリーガ・シュレースヴィヒ=ホルシュタイン1942-1943優勝 |
| TSGロストック          | → ガウリーガ・メクレンブルク1942-1943優勝                  |

## 予備予選
- 開催日：1943年4月11日・18日
- 会場：ホルシュタイン=シュターディオン、TSG-Platz am Damerower Weg (ロストック)

| チーム #1              | 合計 | チーム #2     | 第1戦 | 第2戦 |
| ---------------------- | ---- | ------------- | ----- | ----- |
| ホルシュタイン・キール | 5–1  | TSGロストック | 4–0   | 1–1   |

## 一回戦
- 開催日：1943年5月2日
- 会場：フリートレンダー・トーア (ケーニヒスベルク)、ポーゼン某所、シュタディオン・アム・ゲズントブルネン (ベルリン)、シラーパルク (デッサウ)、アイントラハト=シュタディオン (ブラウンシュヴァイク)、ヘッセンカンプフバーン (カッセル)、シュタディオン・オーバーヴェルト (コブレンツ)、シュタディオン・キーゼルフメス (ザールブリュッケン)、シュテーティッシェス・シュタディオン (ニュルンベルク)、アドルフ=ヒトラー=カンプフバーン (シュトゥットガルト)、プラター・シュタディオン (ヴィーン)、ケーニヒスヒュッター・カンプフバーン (ケーニヒスヒュッテ)、SCプラッツ・アム・エッカーベルガー・ヴァルト (シュテティーン)
- シード組：ホルシュタイン・キール、SpVggヴィルヘルムスハーフェン、キッカーズ・オッフェンバッハ、ヴェストエンデ・ハムボルン

| チーム #1                            | スコア | チーム #2                      |
| ------------------------------------ | ------ | ------------------------------ |
| 1943年5月2日                         |        |                                |
| ベルリナーSV92                       | 2–2    | LSVピュトニッツ                |
| ドレスデナーSC                       | 2–1    | SVデッサオ05                   |
| アイントラハト・ブラウンシュヴァイク | 5–1    | SCヴィクトリア・ハンブルク     |
| FVザールブリュッケン                 | 5–1    | FCミュールハウゼン             |
| LSVライネッケ・ブリーク              | 4–3    | ゲルマニア・ケーニヒスヒュッテ |
| FCシャルケ04                         | 8–1    | SV06カッセル                   |
| SGOヴァルシャフ                      | 3–1    | BSGDWMポーゼン                 |
| TSV1860ミュンヘン                    | 3–0    | VfBシュトゥットガルト          |
| VfBケーニヒスベルク                  | 3–1    | SVノイファールヴァッサー       |
| VfRマンハイム                        | 3–1    | 1.FCニュルンベルク             |
| ファースト・ヴィエナFC               | 5–2    | MSVブリュン                    |
| SVヴィクトリア・ケルン               | 2–0    | TuSノイエンドルフ              |

### 再試合
| チーム #1      | スコア | チーム #2       |
| -------------- | ------ | --------------- |
| 1943年5月9日   |        |                 |
| ベルリナーSV92 | 2–0    | LSVピュトニッツ |

## ラウンドオブ16
- 開催日：1943年5月16日
- 会場：ワルシャワ某所、シュポルトパルク・グリューナイヒェ (ブレスラウ)、ポストシュタディオン (ベルリン)、シュタディオン・アム・オストラゲヘーゲ (ドレスデン)、シュターディオン (マンハイム)、ラートレンバーン (ケルン)、ハンス=ブラウン=カンプフバーン (ミュンヘン)

| チーム #1              | スコア | チーム #2                            |
| ---------------------- | ------ | ------------------------------------ |
| 1943年5月16日          |        |                                      |
| ドレスナーSC           | 4–0    | アイントラハト・ブラウンシュヴァイク |
| FVザールブリュッケン   | 5–0    | SVヴィクトリア・ケルン               |
| ホルシュタイン・キール | 2–0    | ベルリナーSV92                       |
| FCシャルケ04           | 4–1    | SpVggヴィルヘルムスハーフェン        |
| TSV1860ミュンヘン      | 2–0    | キッカース・オッフェンバッハ         |
| VfBケーニヒスベルク    | 5–1    | SGOヴァルシャフ                      |
| VfRマンハイム          | 8–1    | ヴェストエンデ・ハムボルン           |
| ファースト・ヴィエナFC | 8–0    | LSVライネッケ・ブリーク              |

- VfBケーニヒスベルクは一回戦のSVノイファールヴァッサー戦で出場資格のない選手を試合に出していたことが発覚したため失格となり、ノイファールヴァッサーがケーニヒスベルクの代わりに準々決勝に進出した。

## 準々決勝
| SVノイファールヴァッサー | 0 – 4 | ドレスデナーSC                                            |
| ------------------------ | ----- | --------------------------------------------------------- |
|                          |       | クーグラー 25分, 26分 · ホフマン 63分 · シャッファー 70分 |

| ホルシュタイン・キール                        | 4 – 1 | FCシャルケ04               |
| --------------------------------------------- | ----- | -------------------------- |
| リンケン 9分, 45分 · Möschel 31分 · Hain 89分 |       | ティブルスキー 45分 (pen.) |

| ファースト・ヴィエナFC             | 2 – 0 | TSV1860ミュンヘン |
| ---------------------------------- | ----- | ----------------- |
| ノアク 38分 · デッカー 60分 (pen.) |       |                   |

| FVザールブリュッケン                      | 3 – 2 | VfRマンハイム                        |
| ----------------------------------------- | ----- | ------------------------------------ |
| バルツァート 6分 · Dorn 62分 · Baier 76分 |       | シュトリービンガー 25分, 27分 (pen.) |

## 準決勝
| ドレスナーSC                                    | 3 – 1 | ホルシュタイン・キール |
| ----------------------------------------------- | ----- | ---------------------- |
| シェーン 10分 · クーグラー 46分 · エアドル 88分 |       | Boller 76分 (pen.)     |

| FVザールブリュッケン          | 2 – 1 | ファースト・ヴィエナFC |
| ----------------------------- | ----- | ---------------------- |
| ビンカート 20分 · ゾルト 75分 |       | シュトリティヒ 81分    |

## 三位決定戦
| ホルシュタイン・キール                                | 4 – 1 | ファースト・ヴィエナFC |
| ----------------------------------------------------- | ----- | ---------------------- |
| Boller 26分, 48分 · O・ヴァルター 73分 · Möschel 74分 |       | シュトリティヒ 27分    |

## 決勝
| ドレスデナーSC                                      | 3 – 0    | FVザールブリュッケン |
| --------------------------------------------------- | -------- | -------------------- |
| エアドル 55分 · シューバート 62分 · クーグラー 84分 | レポート |                      |

| ドレスナーSC       |  |                                         |
|                    |  |                                         |
| GK                 |  | ヴィリバルト・クレース                  |
| DF                 |  | ヘアバート・ペーヒャン                  |
| DF                 |  | ハインツ・ヘンペル                      |
| MF                 |  | ヘアバート・ポール                      |
| MF                 |  | ヴァルター・ジューア                    |
| MF                 |  | ヘルムート・シューバート (サッカー選手) |
| FW                 |  | ハイナー・クーグラー                    |
| FW                 |  | ハインリヒ・シャッファー                |
| FW                 |  | リヒャート・ホフマン (サッカー選手)     |
| FW                 |  | ヘルムート・シェーン                    |
| FW                 |  | フランツ・エアドル                      |
| 監督               |  |                                         |
| ゲオーク・ケーラー |  |                                         |

| FVザールブリュッケン |  |                                       |
|                      |  |                                       |
| GK                   |  | カール・ダーハイマー                  |
| DF                   |  | ハインリヒ・シュミット (サッカー選手) |
| DF                   |  | フーゴー・デッカー (サッカー選手)     |
| MF                   |  | ヴィルヘルム・ゾルト                  |
| MF                   |  | ハインツ・プリュックハーン            |
| MF                   |  | ヨーハン・ヘアベアガー                |
| FW                   |  | ハインツ・クーアジーファー            |
| FW                   |  | ヘアバート・ドーン (サッカー選手)     |
| FW                   |  | ヘアバート・ビンカート                |
| FW                   |  | ヤーコプ・バルツァート                |
| FW                   |  | ヘアバート・バイアー                  |
| 監督                 |  |                                       |
| エアンスト・ゲオーク |  |                                       |

互いに初優勝を狙うクラブ同士の決勝戦は、ドレスデナーSCが3－0でSVザールブリュッケンを下した。前半はオープンな打ち合いとなり、後半に入るとドレスデナーの一方的展開とであった。52分には、昨季準優勝のファースト・ヴィエナFCから獲得したFWフランツ・エアドルが均衡を破り、60分には中盤から前線に進出したMFヴァルター・ジュールが追加点、そして84分にはハイナー・クーグラーが決めて3－0となり、勝負あった。
初めてドイチャーマイスターとなったドレスナーSCだが、彼らは元々中部地域で安定した成績を収め、全国常連の強豪であったし、現実的目標としてドイツ王座を狙っていた。ドイツ代表選手も継続的に輩出してきたのだから、DM初優勝は必然だった。また、決勝戦を裁いたデュッセルドルフの主審ヴィルヘルム・ラスペルの仕事ぶりも高く評価された。